# 벨라조 (호텔)

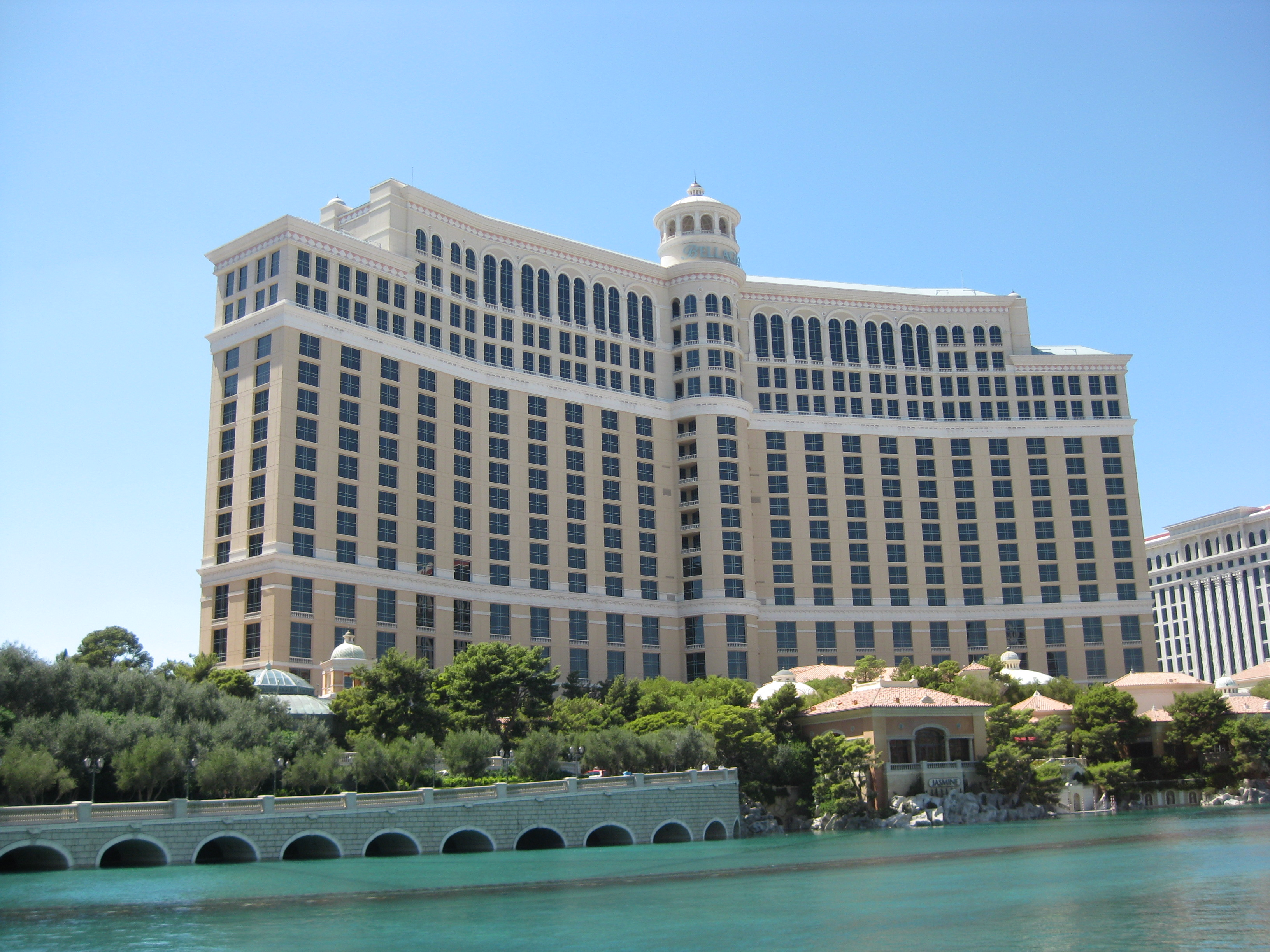
벨라조

벨라조(Bellagio)는 미국 네바다주 패러다이스에 있는 MGM 리조트 인터내셔널이 소유하고 운영하는 카지노 호텔이다. 호텔 이름은 이탈리아의 도시 벨라조에서 유래하였다.